# 黃曉君
黃曉君（英語：Huang Xiao Jin），馬來西亞霹靂州華都牙也鎮華裔，定居在新加坡的華語及粵語女歌手。
黃曉君與新加坡的林竹君、張小英及臺灣的鄧麗君被譽為『三君一英』，橫掃華語歌壇。
香港「文志（天民）唱片公司」在1973年空運『黃曉君之歌第13集』，歌曲包括《美麗的星期天》、《行這條路》、《愛的你呀何處尋》等12首新歌曲。黃曉君與马来西亚男歌手邱清雲 (1947年3月17日-2006年7月22日)在1981年3月5日（星期四）下午2時30分從臺灣抵達香港，由香港麗的電視《下午茶》婦女節目的監製岑南羚及《著燈開飯睇電視》節目主持人周慧娟及張美璉接機並獻花，當晚在《著燈開飯睇電視》直播電視節目裡，即場唱一首歌曲。